# Élections législatives de 1919 dans le Tarn
Les élections législatives du 16 novembre 1919, et éventuellement dans l'hypothèse d'un second tour du 30 novembre 1919, sont organisées selon un scrutin de liste dans le cadre du département : tout candidat obtenant la majorité absolue des suffrages est élu, les sièges restants étant attribués à la représentation proportionnelle à la plus forte moyenne. Elles marquèrent au niveau national la victoire du Bloc national de centre-droit. La nouvelle assemblée fut surnommée « Chambre bleu horizon », en référence à la couleur bleu horizon des uniformes des très nombreux anciens combattants qui y siègeront.

## Élus
|   | Député élu            |  | Groupe parlementaire                |
| - | --------------------- |  | ----------------------------------- |
| 1 | Joseph de Belcastel   |  | Entente républicaine démocratique   |
| 2 | Élie Dor de Lastours  |  | Entente républicaine démocratique   |
| 3 | Louis Mauriès         |  | Entente républicaine démocratique   |
| 4 | François Reille-Soult |  | Entente républicaine démocratique   |
| 5 | Henry Simon           |  | Parti radical et radical-socialiste |
| 6 | Albert Thomas         |  | Parti socialiste                    |

## Résultats départementaux[2]

### Par listes
| Listes         | Listes                                  | Premier tour | Premier tour | Sièges |
| Listes         | Listes                                  | Voix         | %            | Sièges |
| -------------- | --------------------------------------- | ------------ | ------------ | ------ |
|                | Liste d'Union nationale républicaine    | 30 634       | 41,12        | 4      |
|                | Liste républicaine d'Union démocratique | 22 682       | 30,44        | 1      |
|                | Liste républicaine socialiste           | 19 069       | 25,59        | 1      |
|                |                                         |              |              |        |
| Inscrits       | Inscrits                                | 103 002      | 100,00       | 6      |
| Votants        | Votants                                 | 77 789       | 75,52        |        |
| Abstention     | Abstention                              | 25 213       | 24,48        |        |
| Blancs et nuls | Blancs et nuls                          | 3 286        | 4,22         |        |
| Exprimés       | Exprimés                                | 74 503       | 95,78        |        |

### Par candidats
| Candidat       | Candidat              | Tendance       | Premier tour | Premier tour |
| Candidat       | Candidat              | Tendance       | Voix         | %            |
| -------------- | --------------------- | -------------- | ------------ | ------------ |
|                | Henry Simon           | PRRRS          | 23 607       | 31,69        |
|                | Jean-Marie Guiraud    | PRRRS          | 22 750       | 30,54        |
|                | Rigaud                | PRRRS          | 22 606       | 30,34        |
|                | Robert                | PRRRS          | 22 151       | 29,73        |
|                | Vidal                 | PRRRS          | 22 074       | 29,63        |
|                | Rossignol             | PRRRS          | 22 907       | 30,75        |
|                |                       |                |              |              |
|                | Joseph de Belcastel   | FR             | 30 800       | 41,34        |
|                | Boularan              | FR             | 30 328       | 40,71        |
|                | Élie Dor de Lastours  | FR             | 30 673       | 41,17        |
|                | Louis Mauriès         | FR             | 30 442       | 40,86        |
|                | Pigasse               | FR             | 30 423       | 40,83        |
|                | François Reille-Soult | FR             | 31 143       | 41,80        |
|                |                       |                |              |              |
|                | Albert Thomas         | SFIO           | 20 200       | 27,11        |
|                | Cabares               | SFIO           | 18 655       | 25,04        |
|                | Calvignac             | SFIO           | 18 849       | 25,30        |
|                | Sizaire               | SFIO           | 18 779       | 25,21        |
|                | Spinetta              | SFIO           | 18 996       | 25,50        |
|                | Verdier               | SFIO           | 18 936       | 25,42        |
|                |                       |                |              |              |
| Inscrits       | Inscrits              | Inscrits       | 103 002      | 100,00       |
| Votants        | Votants               | Votants        | 77 789       | 75,52        |
| Abstention     | Abstention            | Abstention     | 25 213       | 24,48        |
| Blancs et nuls | Blancs et nuls        | Blancs et nuls | 3 286        | 4,22         |
| Exprimés       | Exprimés              | Exprimés       | 74 503       | 95,78        |